# Fiktionym
Et fiktionym er et navn på en fiktiv, dvs. en ikke-eksisterende entitet, fx en figur, et sted eller en genstand. Eksempler er Tintin, Gotham City og Grønspættebogen. 
Betegnelsen er forholdsvis ny og blev første gang anvendt i 2000-årene. En artikel fra 2005 af Ken Farø om "Fiktionymer og bilingval leksikografi" i serien "Nordiske Studier i Leksikografi" (Oslo) er den første trykte behandling af begrebet og genstanden fiktionymer, omend især i anvendt sammenhæng.
I modsætning til de fleste andre navnetyper er fiktionymer meget variable på udtrykssiden, hvis man sammenligner forskellige sprog med hinanden. Således hedder "Peter Pedal" på engelsk "Curious George", "Andeby" på svensk "Ankaborg", og "Hundredmeterskoven" på tysk "Der Hundertmorgenwald". 
Fiktionymer er interkulturelle navne, som bliver stadig vigtigere for den internationale kommunikation, fordi de globale medie- og kulturvaner konvergerer i stadig større grad. Derfor har vi mere og mere brug for at tale om de fælles fiktive referencer. Her skal man være opmærksom på de konventionelle forskelle (Pu der Bär (de) = Winnie the Pooh = Peter Plys, Villa Drôlederepos (fr.) = Villa Kunterbunt (de) = Villa Villekulla, Goofy = Dingo (fr.) = Fedtmule).
Til fiktonymerne henregnes også semionymerne.
Et uafklaret spørgsmål er, om fiktive værkers titler skal høre under fiktionymerne eller ej. Der er uenighed i navneforskningen om, hvorvidt titler er navne eller ej.